# Porte de Louvain

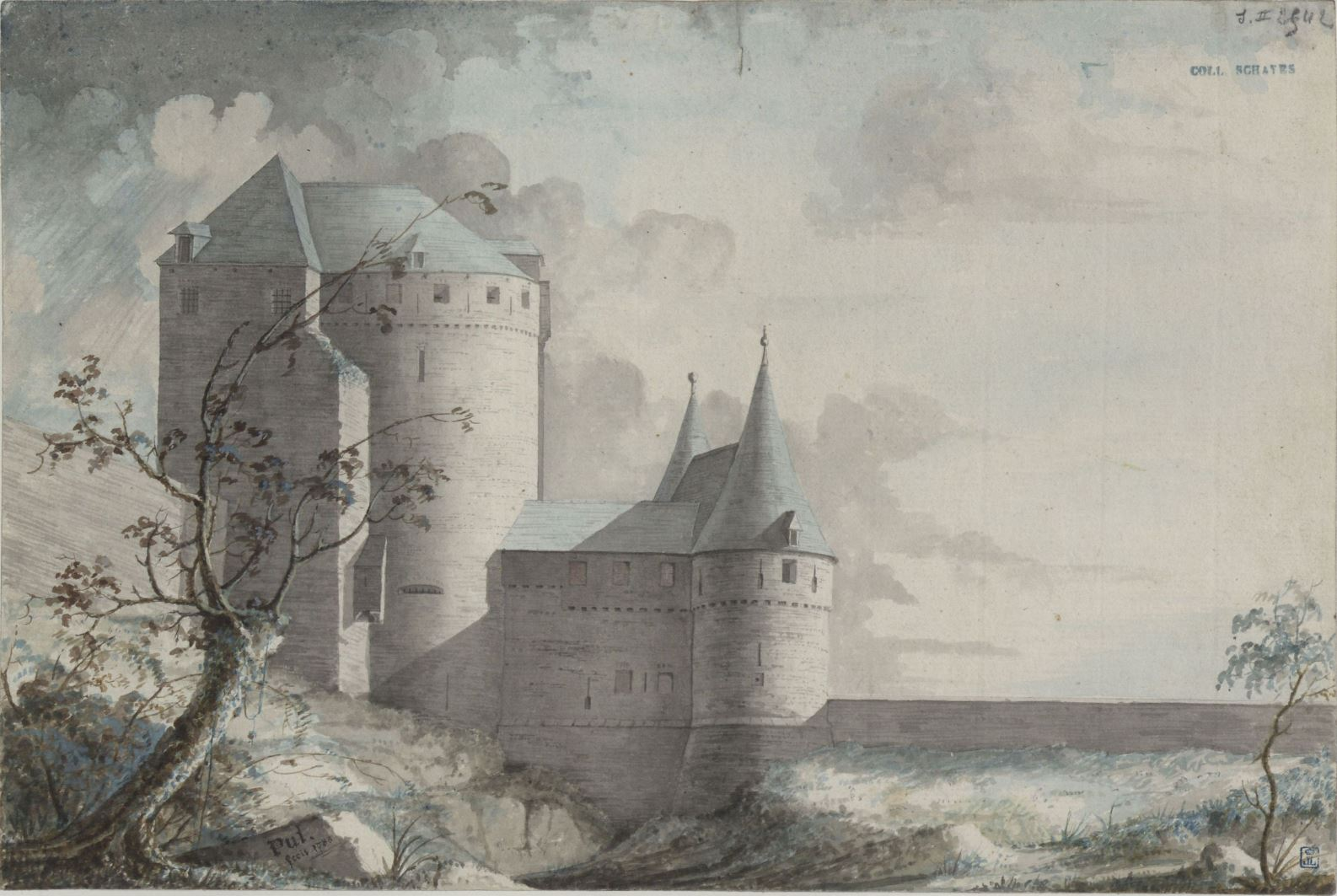
La porte de Louvain en 1786.

La porte de Louvain (en néerlandais : Leuvensepoort) est une ancienne porte de la seconde enceinte de Bruxelles, entre la porte de Namur et la porte de Schaerbeek. Elle reliait la cathédrale Saints-Michel-et-Gudule au village extra-muros de Saint-Josse-ten-Noode, via la rue de Louvain. Cette porte se trouvait entre les places Surlet de Chokier et Madou actuelles.
La porte fut démolie en 1784.
En 1602, le duc d'Aarschot Charles de Croÿ, érige un pavillon de plaisance au pied des fortifications de cette porte. Cette demeure était délimitée par l'actuelle avenue de l'Astronomie, la chaussée de Louvain et les rues de la Commune et Saint-Alphonse.

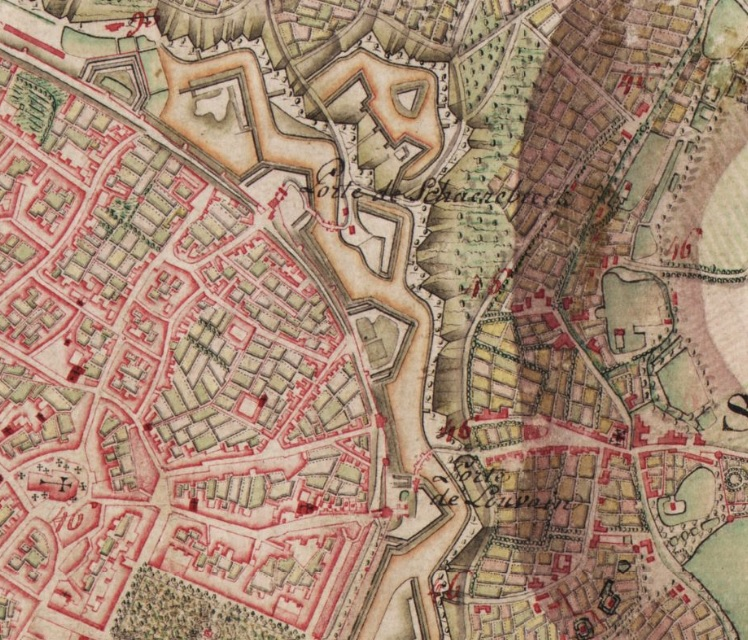
La Porte de Schaerbeek et la Porte de Louvain sur la carte de Ferraris du XVIIIe siècle